# Kateřina Alexandrijská

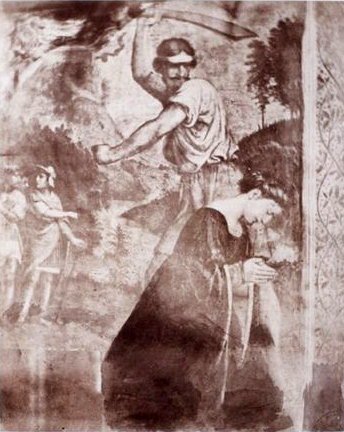
Luigi Sacchi: Fotografická kopie obrazu Bernardina Luiniho: Popravení svaté Kateřiny, 1858

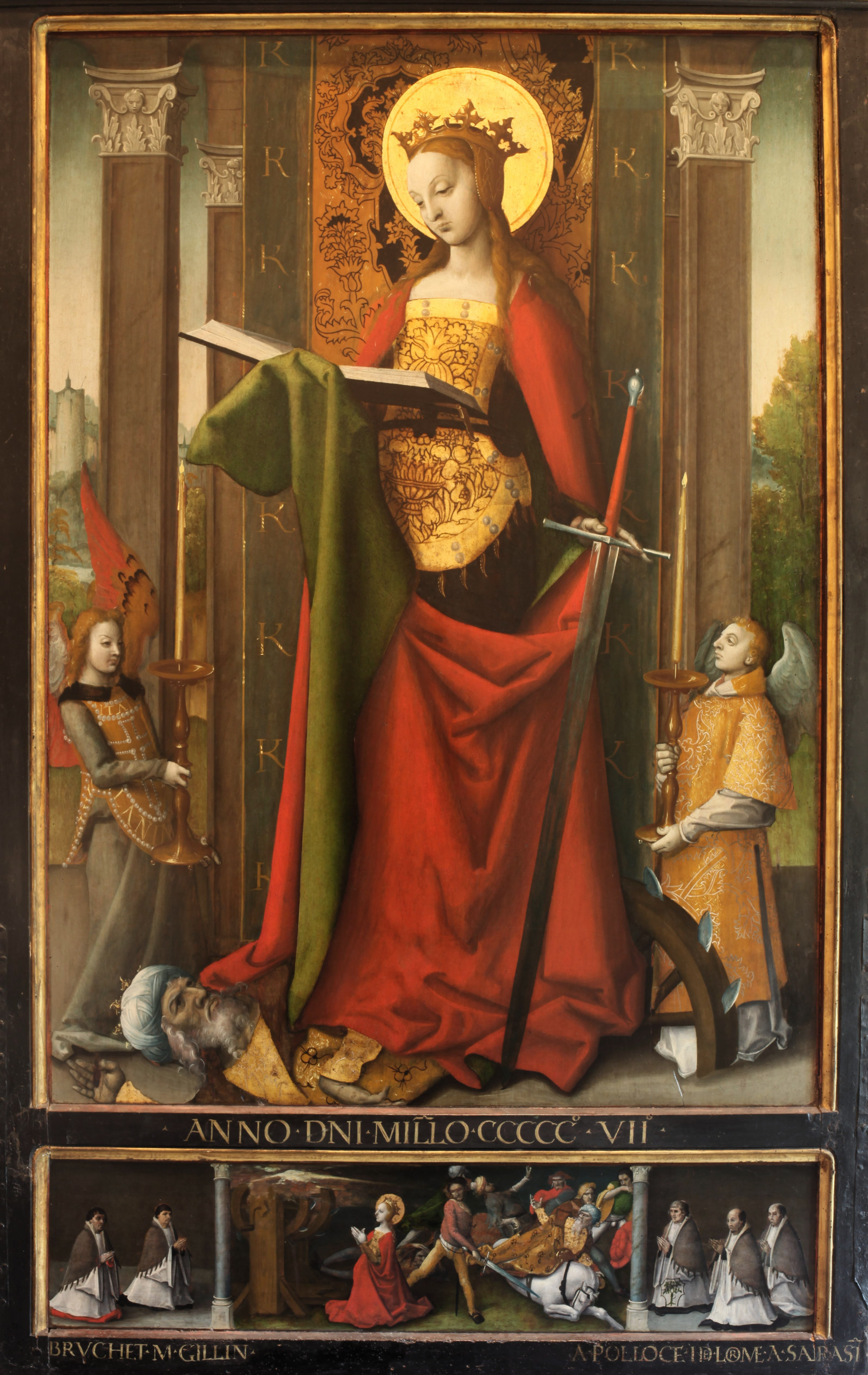
Claude Guinet: Svatá Kateřina, 1507. Muzeum výtvarných umění v Lyonu

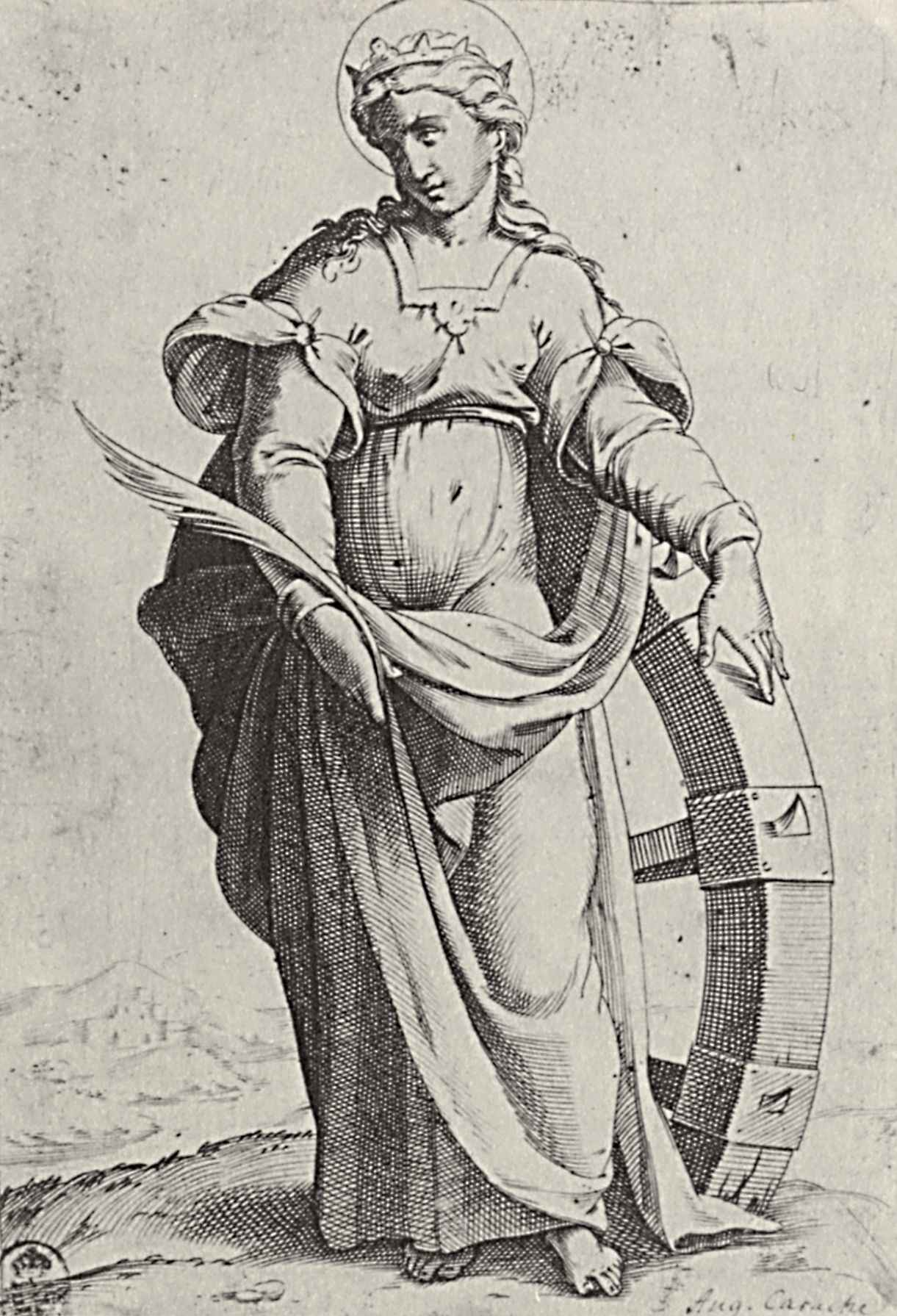
Agostino Carracci: Svatá Kateřina, asi 1576–1578

Svatá Kateřina Alexandrijská byla podle legendy křesťanskou mučednicí žijící kolem roku 300 a po staletí patřila mezi nejpopulárnější křesťanské světce. Chybí však doklady o její historické existenci, takže se může jednat buď o zcela smyšlenou postavu, nebo o postavu sice založenou na reálné předloze, ale značně pozměněnou. Zůstala však v oficiálním seznamu katolických světců, blahoslavených, ctihodných, mučedníků a vyznavačů a stejně jako v českém civilním kalendáři je i církevní svátek Kateřiny stanoven na 25. listopadu.

## Život
Podle křesťanské legendy doložené od 10. století byla Kateřina vzdělanou egyptskou princeznou a stala se křesťankou pod vlivem jistého místního poustevníka. Během pronásledování křesťanů císařem Maxentiem vystoupila na obranu své víry a v disputaci přesvědčila o své pravdě padesát pohanských filozofů (císař je za to dal upálit). Maxentius – fascinovaný její osobností – jí nabídl místo po svém boku, ona však odmítla, protože se zasvětila panenství.
Zhrzený vládce ji proto chtěl dát umučit. Nechal připravit soukolí, v němž dvě kola posetá železnými hroty a noži se točila na jednu stranu a další dvě, opět s hřeby, se měla točit opačně. (Proto také kola na zobrazeních světice jsou na loukotích často posázena hroty.) Na tento mučicí stroj byla přivázána sv. Kateřina, aby otáčením kol bylo tělo její rozbodáno, polámáno a rozdrceno. Světice prosila Boha, aby k chvále svého jména ten mučicí mlýn zničil. Byla vyslyšena, anděl Páně stroj roztrhl a zahubil přitom čtyři tisíce pohanů; sv. Kateřina zůstala bez úrazu.
Tento zjevný div způsobil v přítomném lidu ohromný úžas a mnozí uvěřili v Krista, mezi nimi i císařova manželka. Ale na Maxentiův rozkaz vyvlekli císařovnu za město, železnými kopími jí vyrvali prsa a potom jí usekli hlavu. Také ostatním vyznavačům Krista dal císař setnout hlavu a jejich tělo pohodit psům.
I svatou Kateřinu odsoudil císař ke stětí mečem. Když jí srazili hlavu, z jejích žil místo krve prýštilo mléko; andělé zanesli mrtvé tělo na posvátnou egyptskou horu Sinaj. Zde byly ostatky později nalezeny a vystavěn dodnes stojící klášter sv. Kateřiny.
V moderní době se diskutovaly především dvě možnosti vzniku legendy o sv. Kateřině:
- buď jde o křesťansky přemodelovanou postavu nějaké starší pohanské bohyně, mezi jejíž atributy pravděpodobně patřilo kolo,
- anebo jde o legendu založenou na skutečné osobě, avšak silně pozměněnou. Hlavní kandidátkou na historický vzor Kateřiny je pohanská filozofka Hypatia z Alexandrie,[3] která byla roku 415 v Alexandrii zavražděna rozzuřeným křesťanským davem.

## Kult
Kateřina je patronkou mimo jiné panen, učenců, studentů, žáků a učitelů, kolářů a několika dalších řemeslných profesí, námořníků, železničářů a tiskařů, dále ochraňuje úrodu, pomáhá při migréně a nemocech jazyka a také při hledání utonulých.
V katolické církvi má svátek 25. listopadu. Po Druhém vatikánském koncilu zůstala Kateřina v oficiálním seznamu světců římskokatolické církve. Světice je uctívána i východní církví a je označována za velkomučednici. V pravoslavných církvích má svátek 24. listopadu; pokud tyto církve užívají ještě juliánského kalendáře, pak 24. 11. dle juliánského kalendáře připadá na 7. 12. dle gregoriánského kalendáře.
Atributy, s nimiž je zobrazována, jsou kolo (na němž byla mučena), kniha (symbol učenosti), koruna a palmová ratolest (dva obecné symboly mučednictví jako vítězství).
Kateřina Alexandrijská bývá občas zaměňována se sv. Kateřinou Sienskou, historickou postavou, rovněž křesťanskou intelektuálkou, žijící však o mnoho století později, než kam legenda klade život Kateřiny Alexandrijské. Mluvilo-li se na území střední a severní Evropy o sv. Kateřině bez rozlišení, byla tím až do počátku 20. století myšlena téměř jistě Kateřina Alexandrijská, mnohem populárnější než její sienská jmenovkyně.
Kult svaté Kateřiny se rozšířil v západní církvi od 11. století a soustředil se zejména na její mučednictví a mimořádné zázraky, které se jí připisují, ale také na její učenost, pro kterou se stala patronkou fakulty svobodných umění pařížské i pražské univerzity a později ochránkyní univerzit vůbec. Její svátek byl zároveň dnem univerzitních slavností.
V Čechách byl propagátorem a podporovatelem kultu svaté Kateřiny Karel IV., který v den jejího svátku 25. listopadu 1332 (popravena údajně 25. 11. 307) zvítězil v bitvě u San Felice v severní Itálii. Své vítězství přičítal Karel ochraně svaté Kateřiny a jejím oddaným ctitelem byl pak po celý život. Arcibiskupa Arnošta z Pardubic přiměl k tomu, že den sv. Kateřiny (25. listopad) byl v Čechách ustanoven zasvěceným svátkem, což zůstalo v platnosti až do roku 1771.
Karlova soukromá svatyně v malé věži Karlštejna se později (nikoli za Karlova života) začala nazývat Kaplí svaté Kateřiny, která je vyobrazena na boční straně oltářní mensy. Tato architektonická stavba má stěny vykládané drahými kameny. Kaple, podobná spíše drahému šperku, byla osobním kontemplativním místem slavného císaře, kde před důležitými státnickými kroky dlouho rozjímal. V Čechách byla úcta ke sv. Kateřině velmi rozšířena, o čemž svědčí i skutečnost, že v 2. polovině 14. století byl složen český Život svaté Kateřiny, rozsáhlá veršovaná skladba dochovaná v rukopise z počátku 15. století, který byl v průběhu třicetileté války švédskými vojsky převezen do Stockholmu a uložen v tamní královské knihovně. Rukopis se podařilo navrátit v druhé polovině 19. století do Čech.
Na jméno sv. Kateřiny bylo v Čechách založeno 57 kostelů.
Příběh o krásné, hrdé a učené světici, která vítězně diskutovala s nejučenějšími mistry a posléze po dlouhých mukách zemřela za víru v Krista, byl ve středověku velmi oblíben. Svatá Jana z Arku se často modlila ke sv. Kateřině a ta se jí zjevovala a rozmlouvala s ní. Kateřina se počítá do sboru čtrnácti svatých pomocníků a je zařazena mezi tzv. Quattuor Virgines Capitales [čtyři panny hlavní, vynikající], kam kromě ní patří ještě sv. Barbora, sv. Dorota a sv. Markéta; bývají často zobrazovány společně.
Uctívání Kateřiny se uplatnilo také v selském životě. O Kateřinině slavnosti končila pastva, na dvorech začínali se stříháním ovcí. Pro děvečky a čeledíny byl svátek svaté Kateřiny dnem, kdy dostávali mzdu a mohli měnit dvůr, pokud nebyli vyplaceni již o svatém Martinu (11. listopadu).

## Svatá Kateřina v umění
Svatá Kateřina patří k nejčastěji zobrazovaným světicím. Sochy sv. Kateřiny lze rozeznat podle atributů – zlomeného ozubeného kola, meče, knihy nebo malé figury pokořeného císaře Maxentia pod jejíma nohama. Námětem obrazů bývají scény ze života svaté Kateřiny – nejčastěji příběh jejího utrpení (Fernando Gallego) a smrti (Lorenzo Monaco) nebo její disputace s učenci císaře Maxentia (Guglielmo Borremans).

### Obrazy

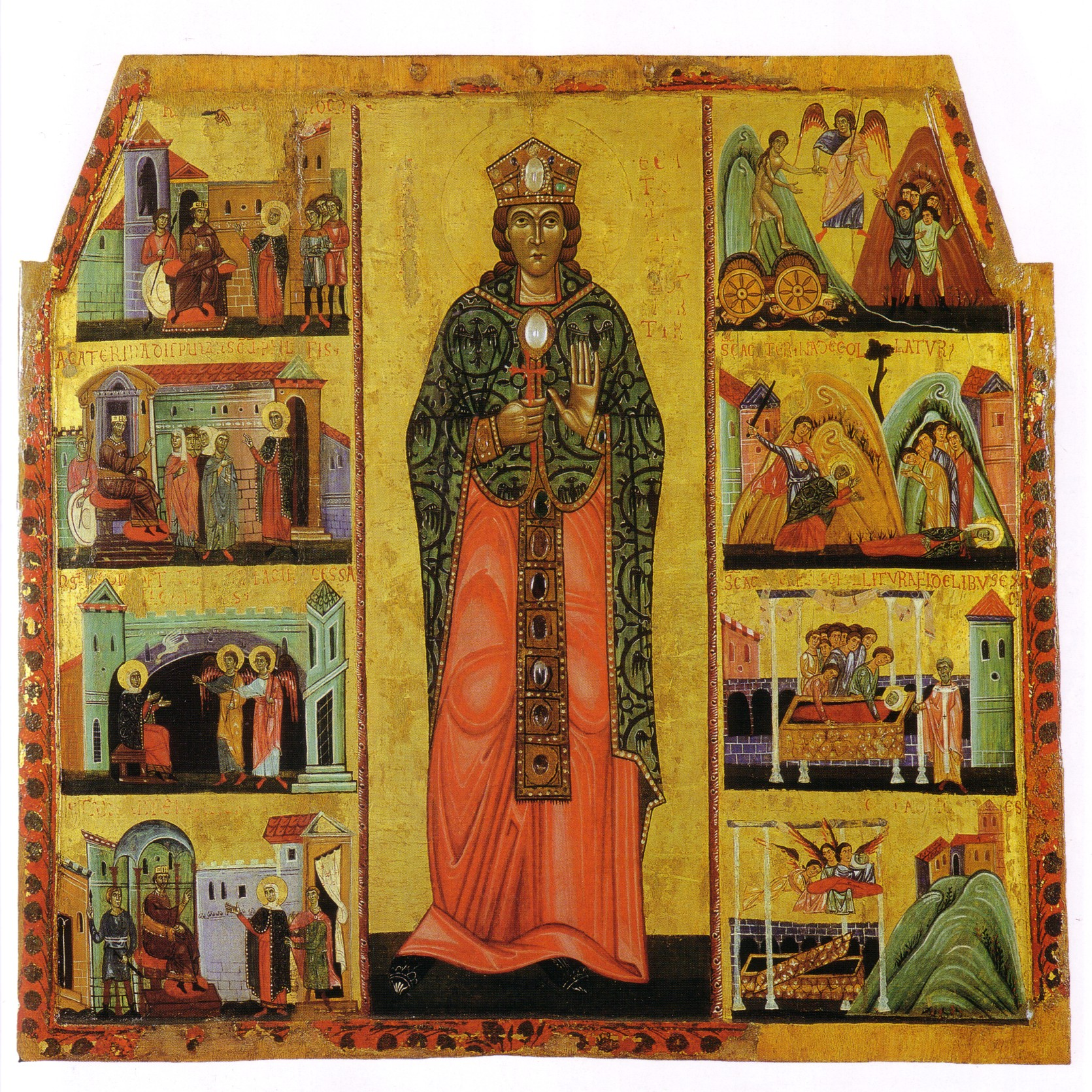
Oltář sv. Kateřiny v Pise (13. stol.)
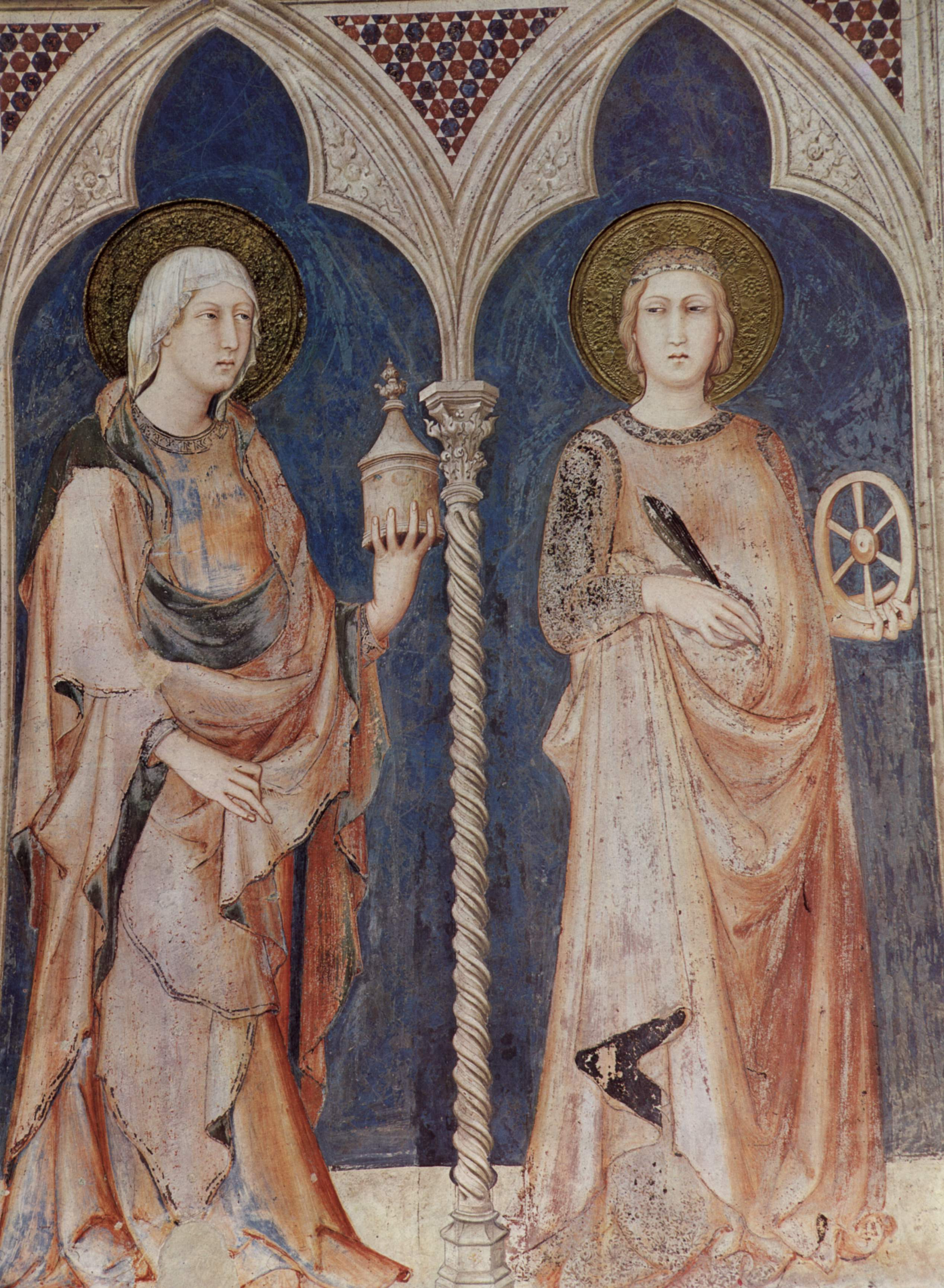
Freska se sv. Kateřinou v Assisi, Simone Martini (1322–26)
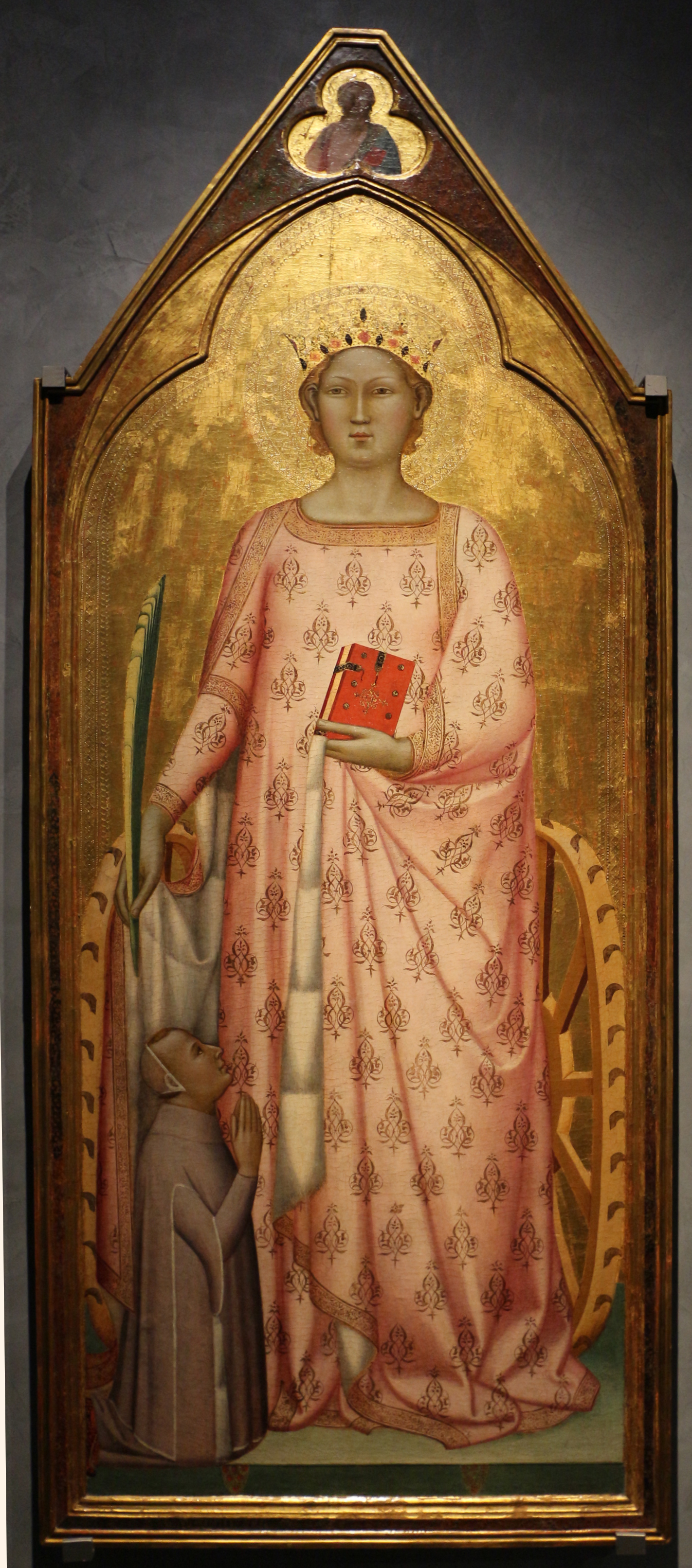
Sv. Kateřina, Bernardo Daddi (1340), Florencie
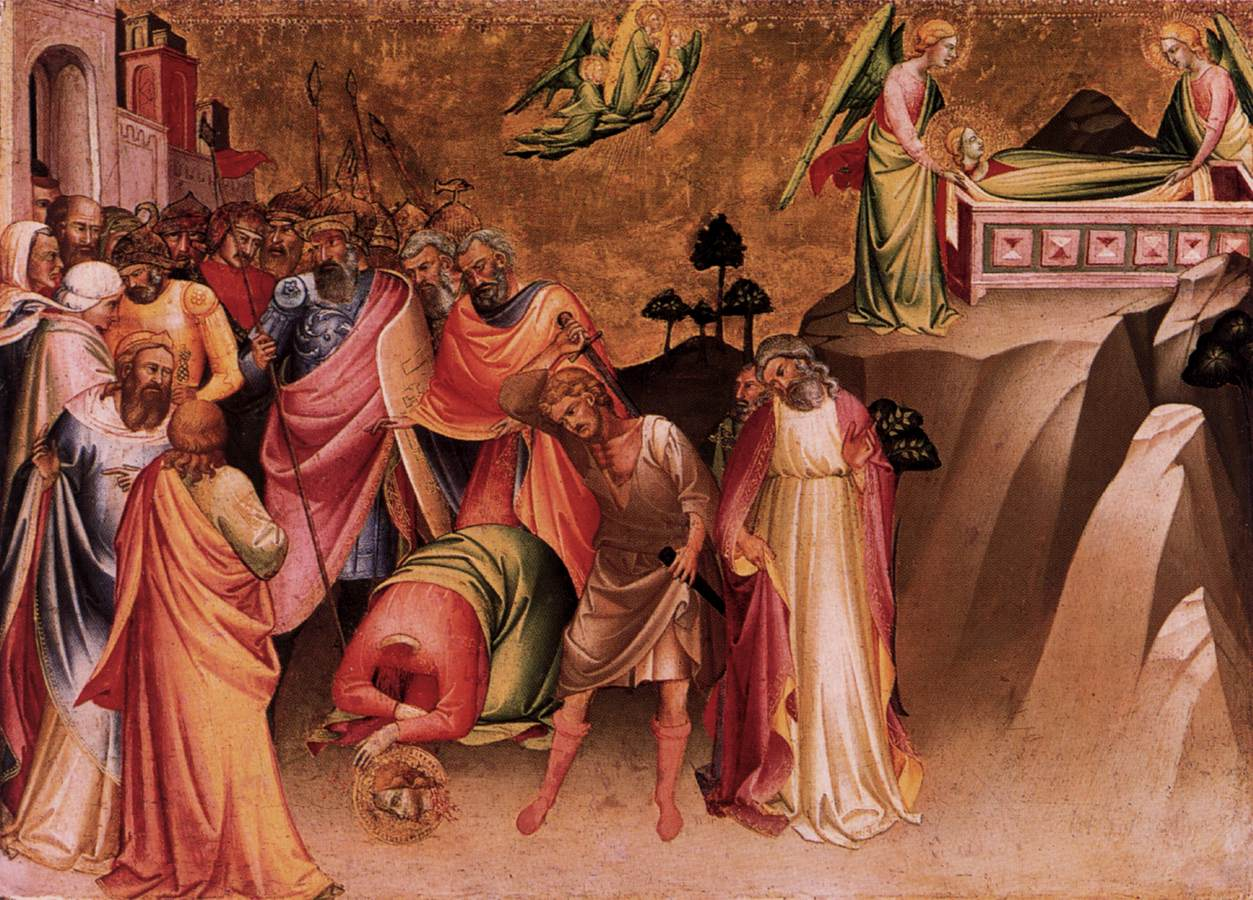
Stětí sv. Kateřiny, Lorenzo Monaco (1395)
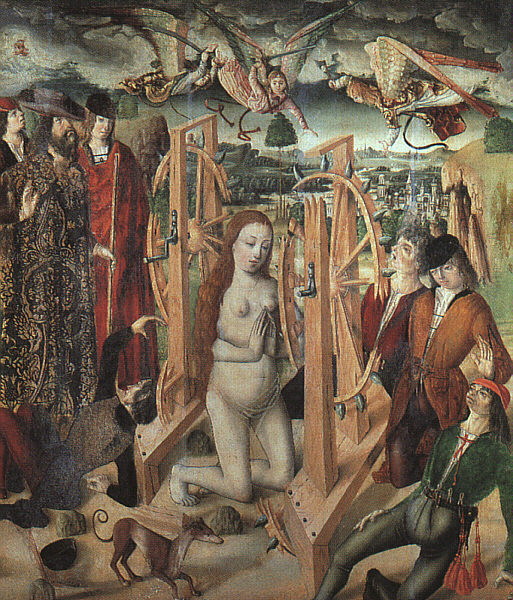
Martyrium sv. Kateřiny, Fernando Gallego (2. pol. 15. stol.)
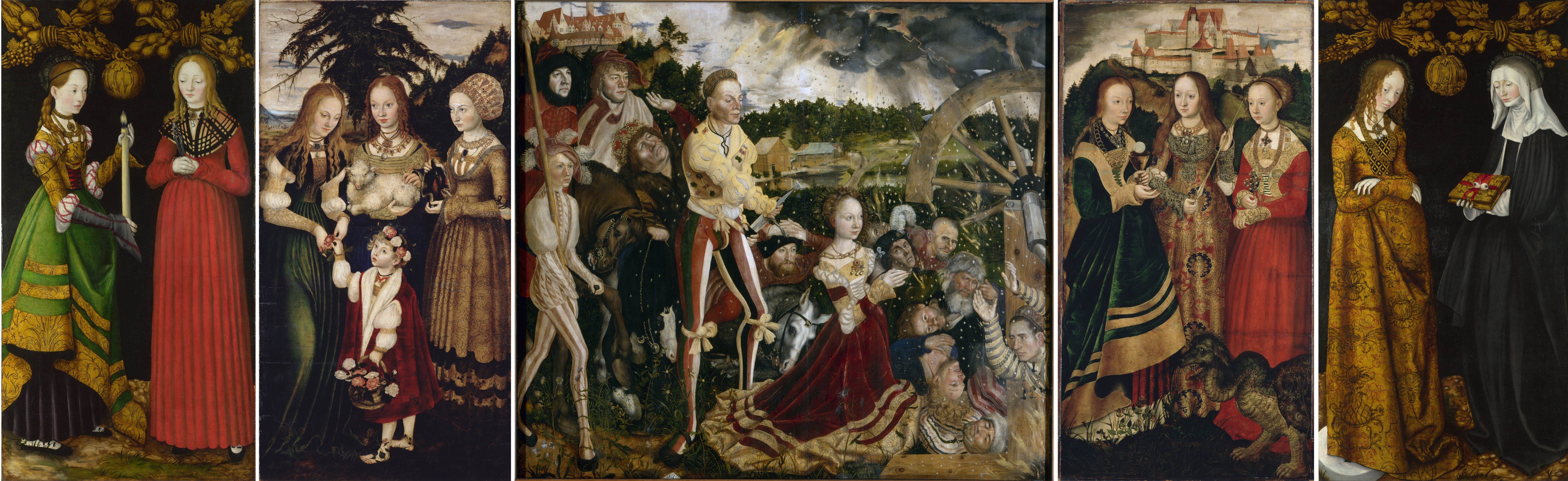
Kateřinský oltář, Lucas Cranach starší (1508)
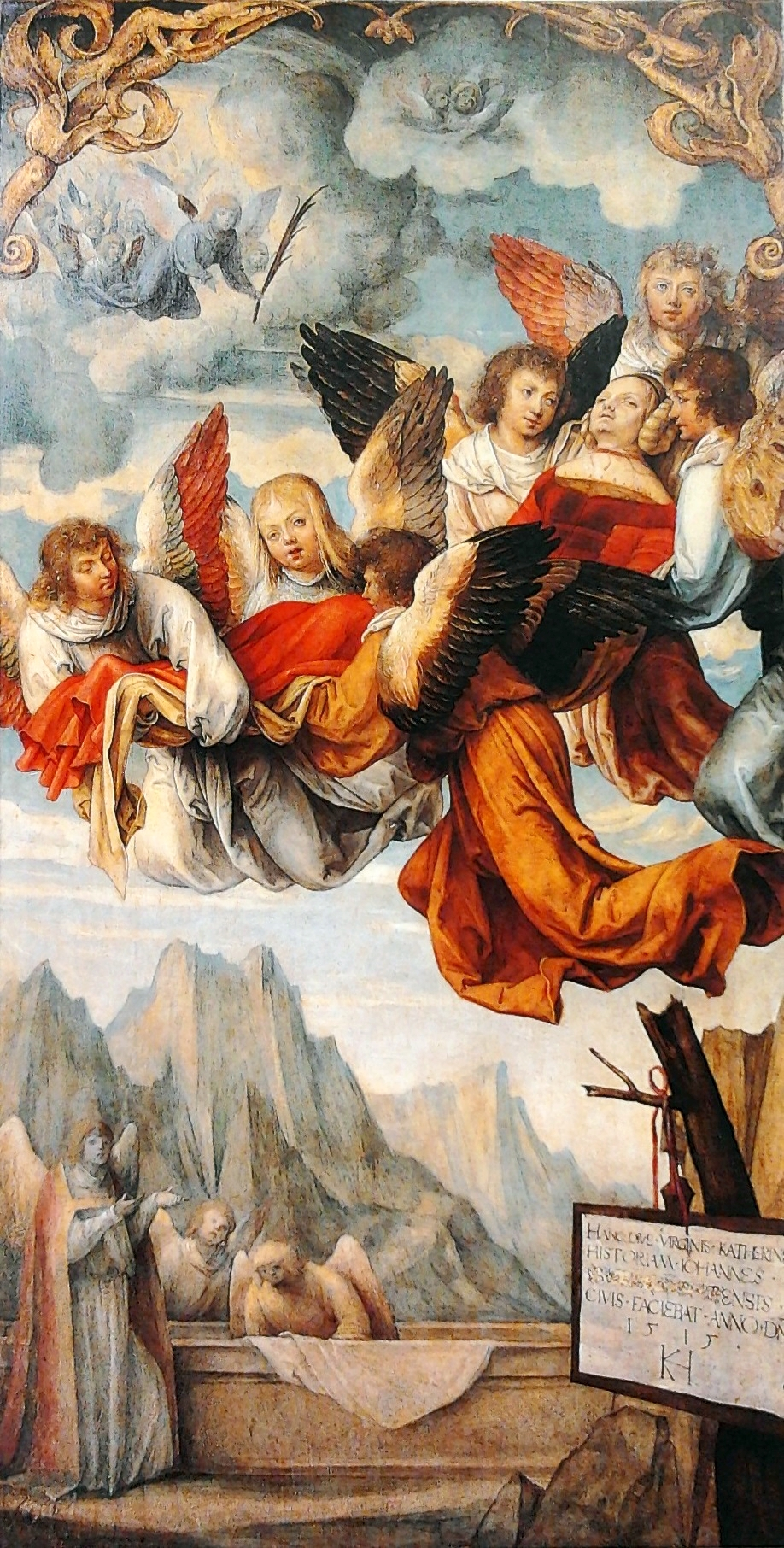
Nanebevzetí sv. Kateřiny, Hans von Kulmbach (1515)
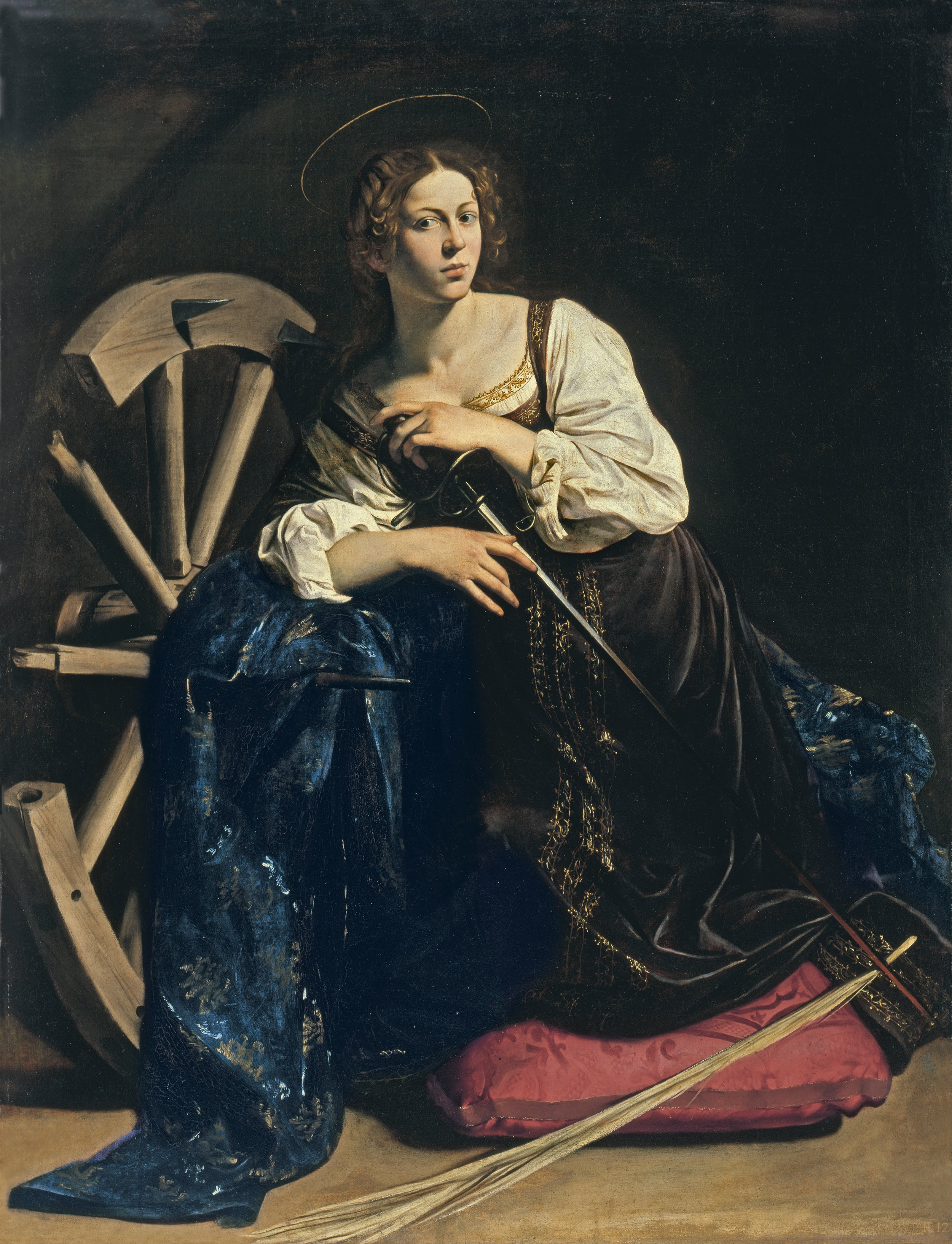
Sv. Kateřina, Caravaggio (1598), Google Art Project
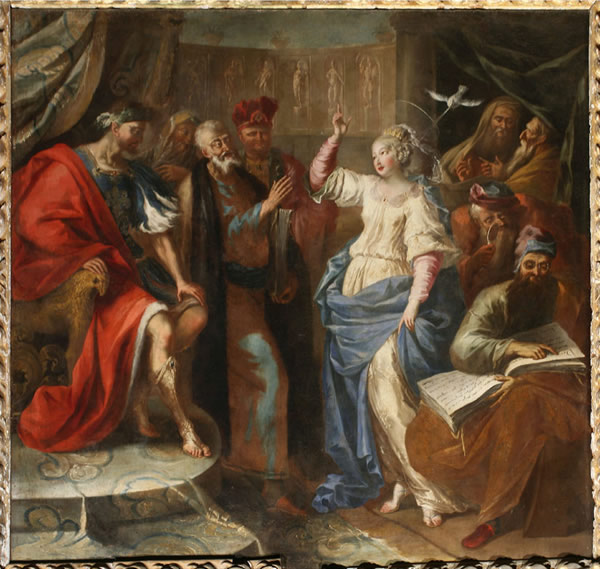
Sv. Kateřina disputuje s filosofy před Maxentiem, Guglielmo Borremans (1705)

### Sochy

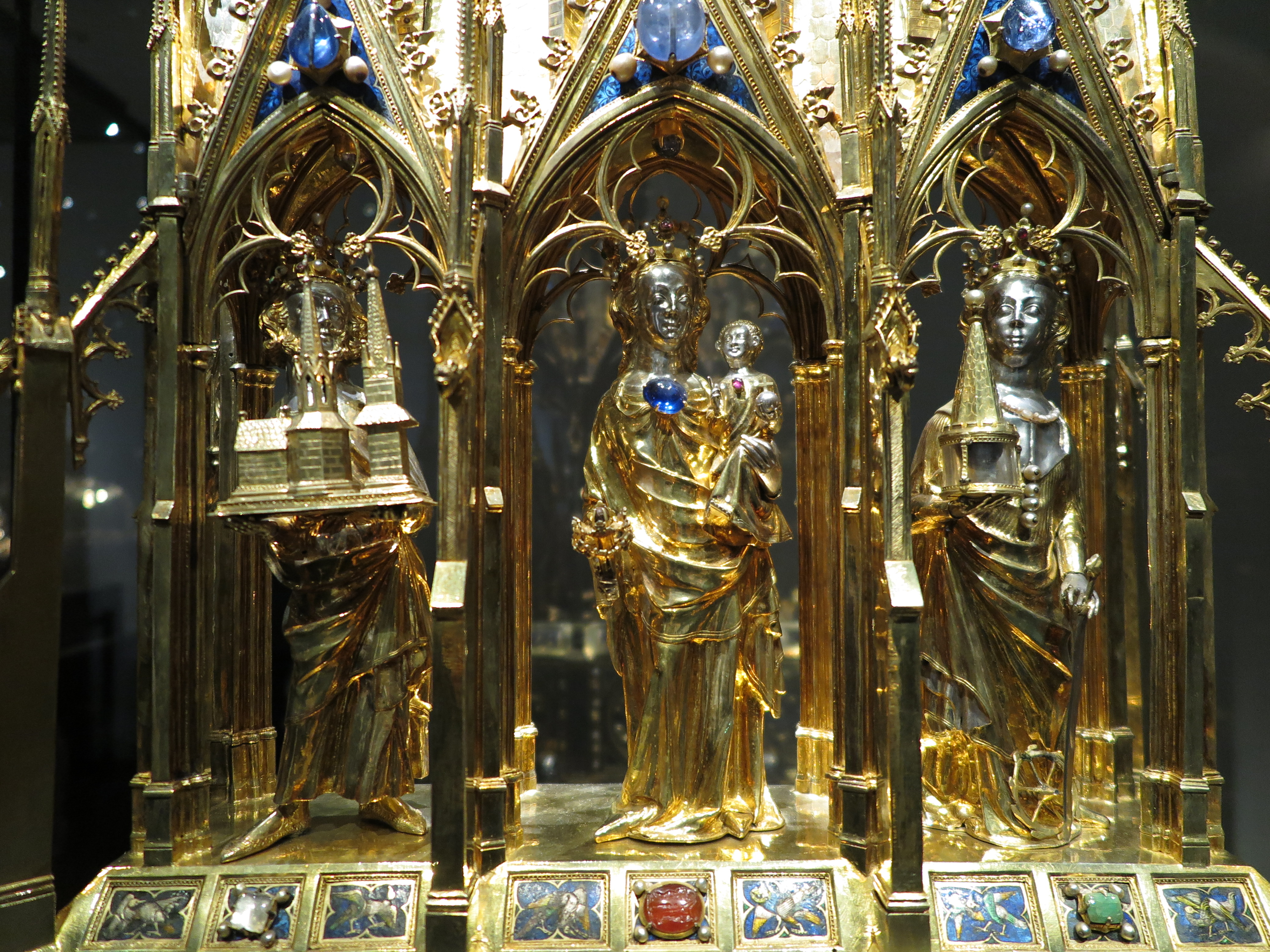
Relikviář (kolem 1360–70)
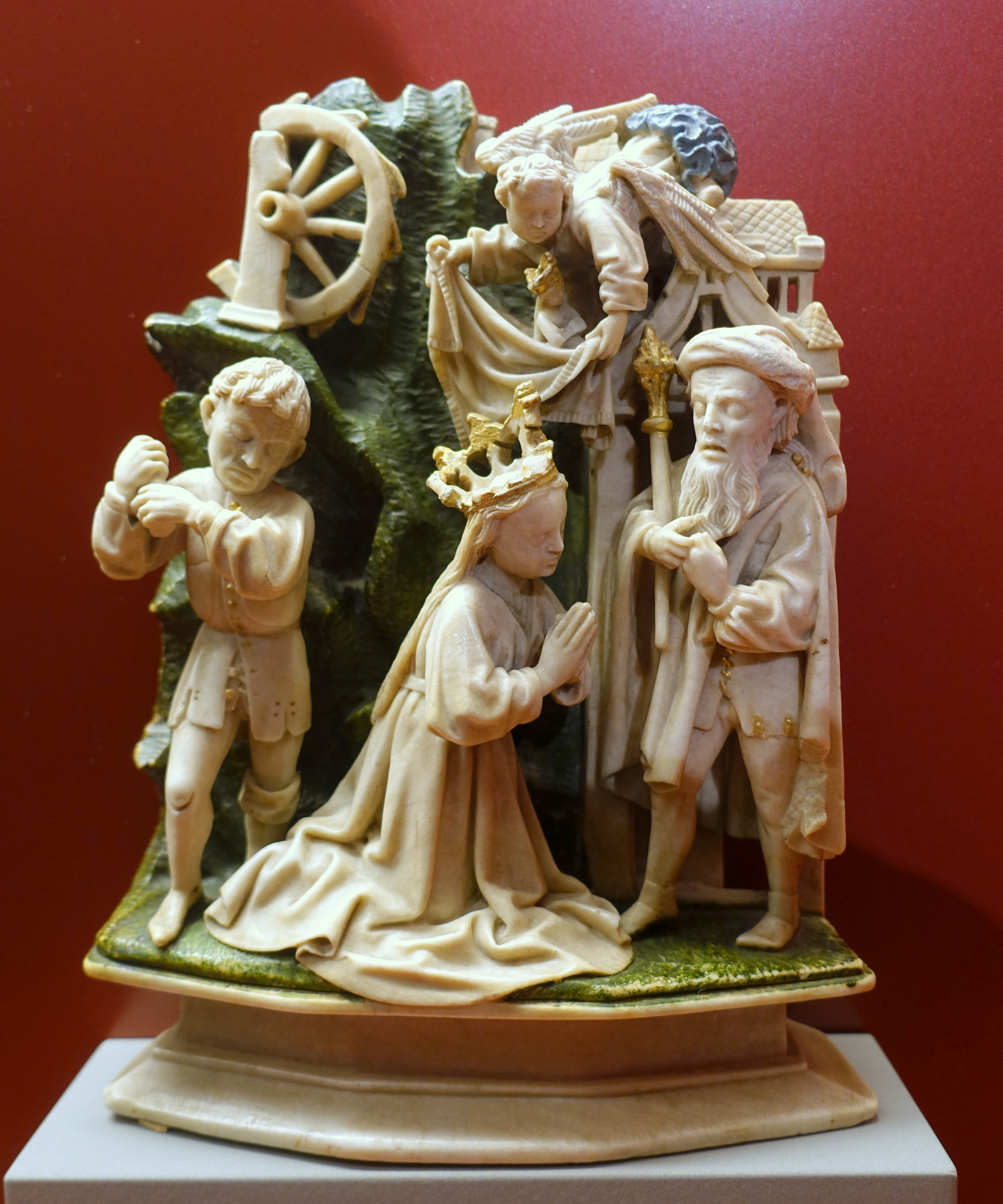
Sv. Kateřina, Porýní (1450)
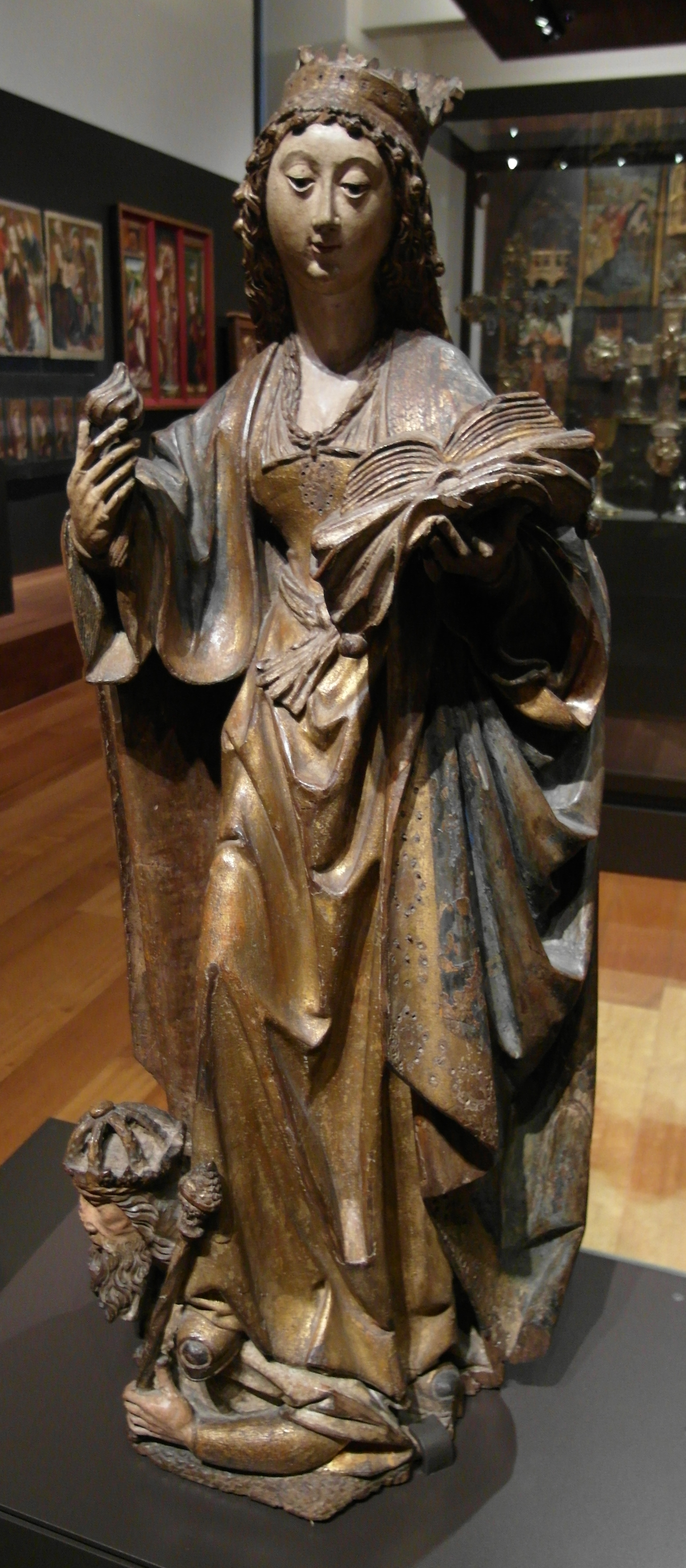
Sv. Kateřina, Španělsko (15. stol.)
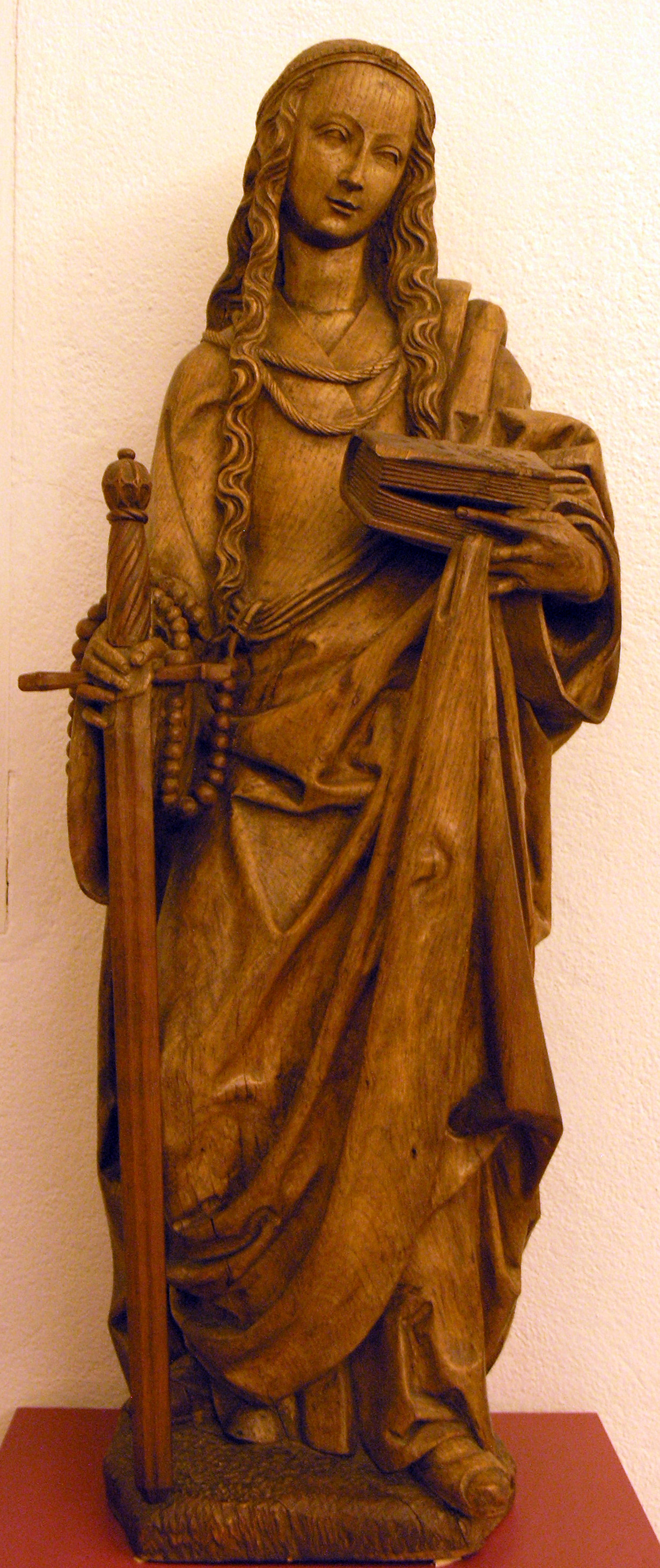
Sv. Kateřina, severní Francie (konec 15. stol.)
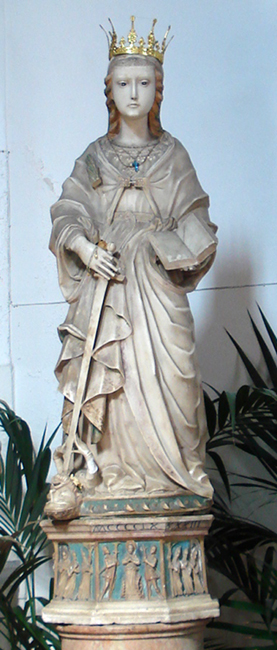
Sv. Kateřina, Taormina (1493)
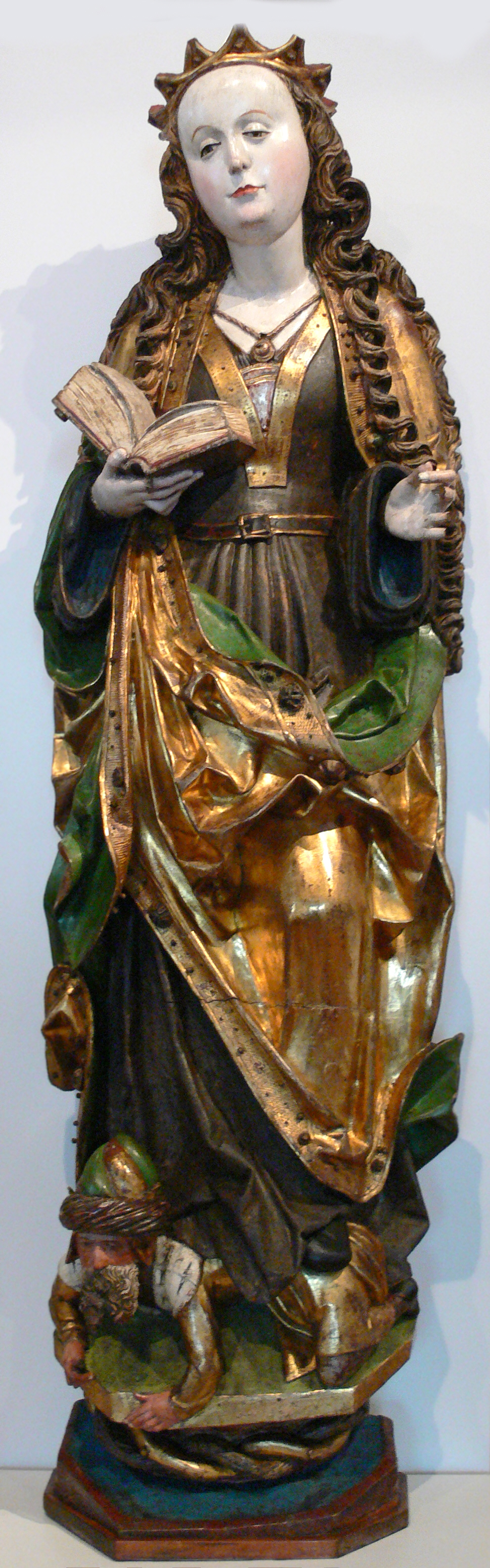
Sv. Kateřina, Pancratius Grueber (1520)
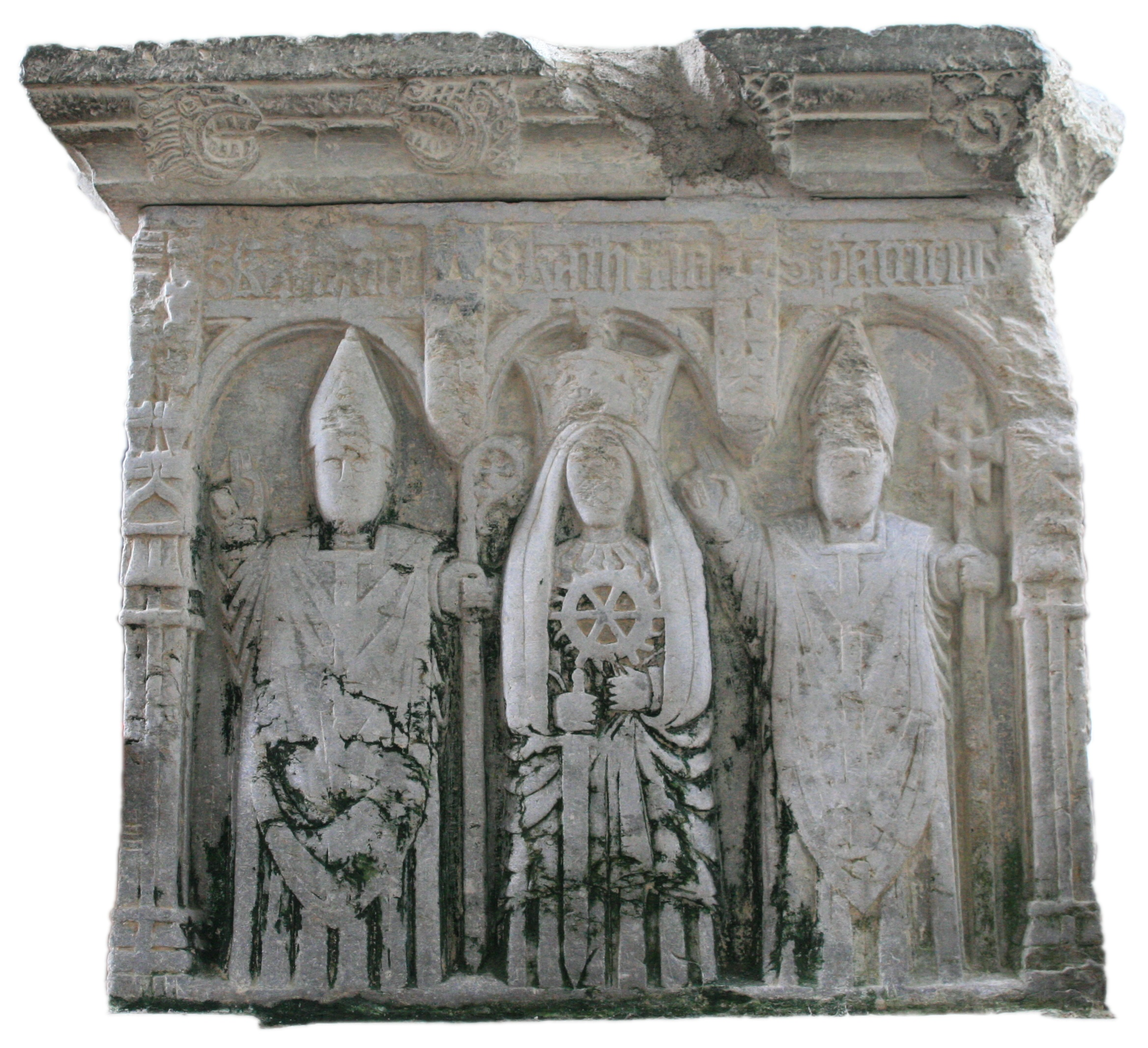
Náhrobek s reliéfem sv. Kateřiny, Irsko (1543)
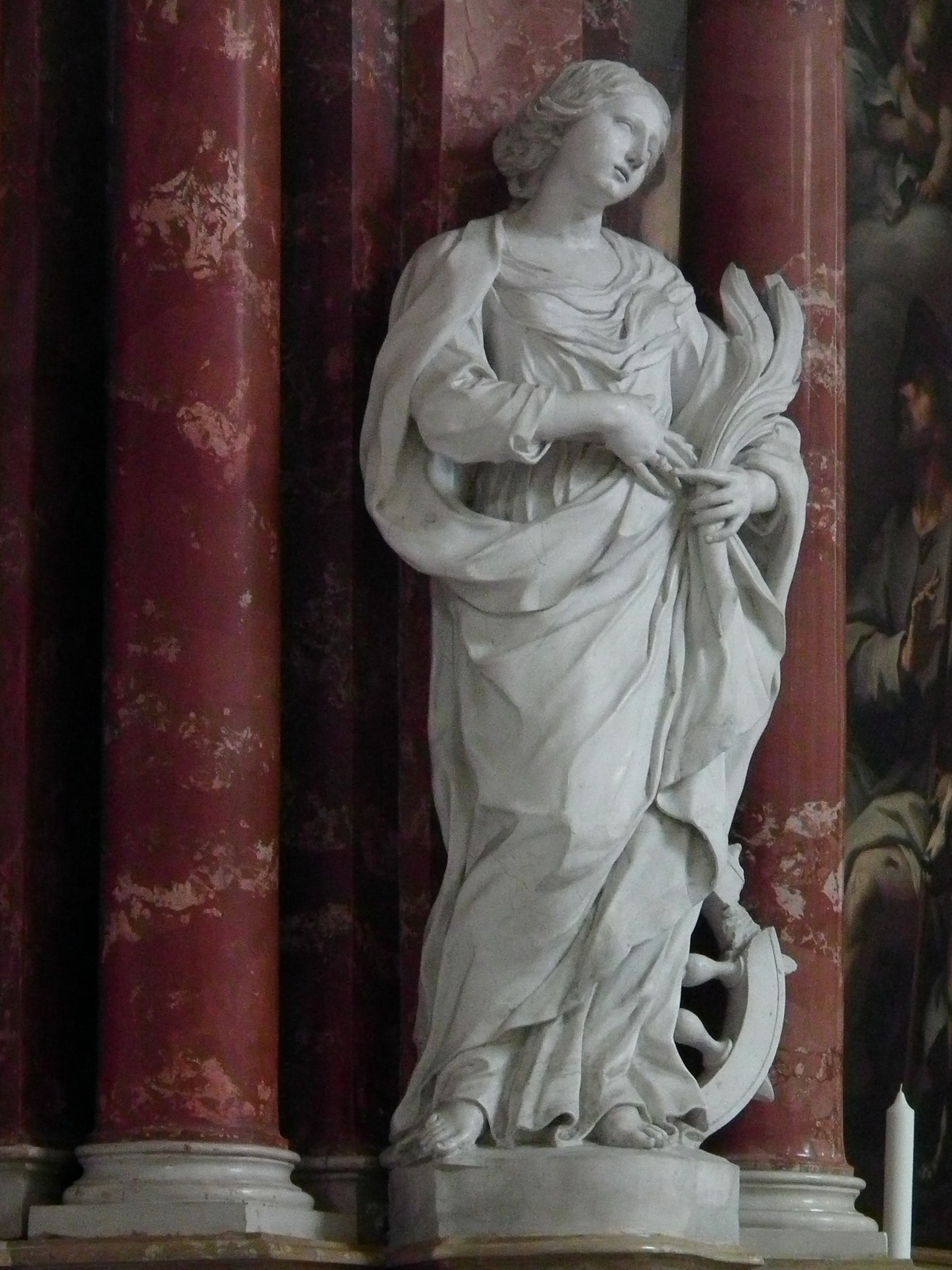
Sv. Kateřna, Tyrolsko (18. stol.)
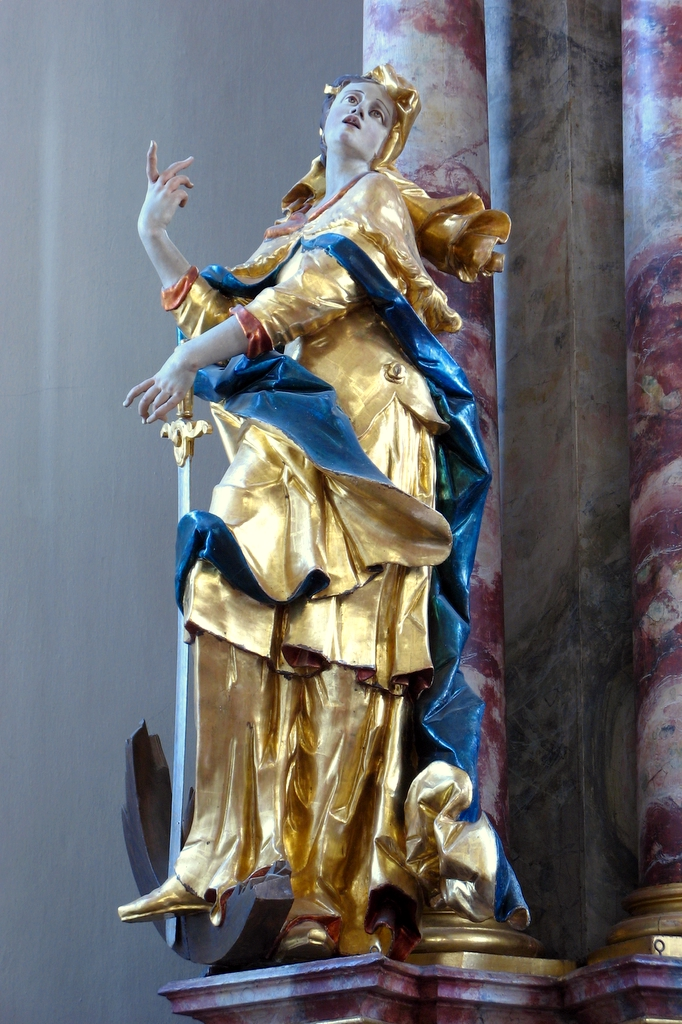
Sv. Kateřina, Peter Heel (18. stol.)
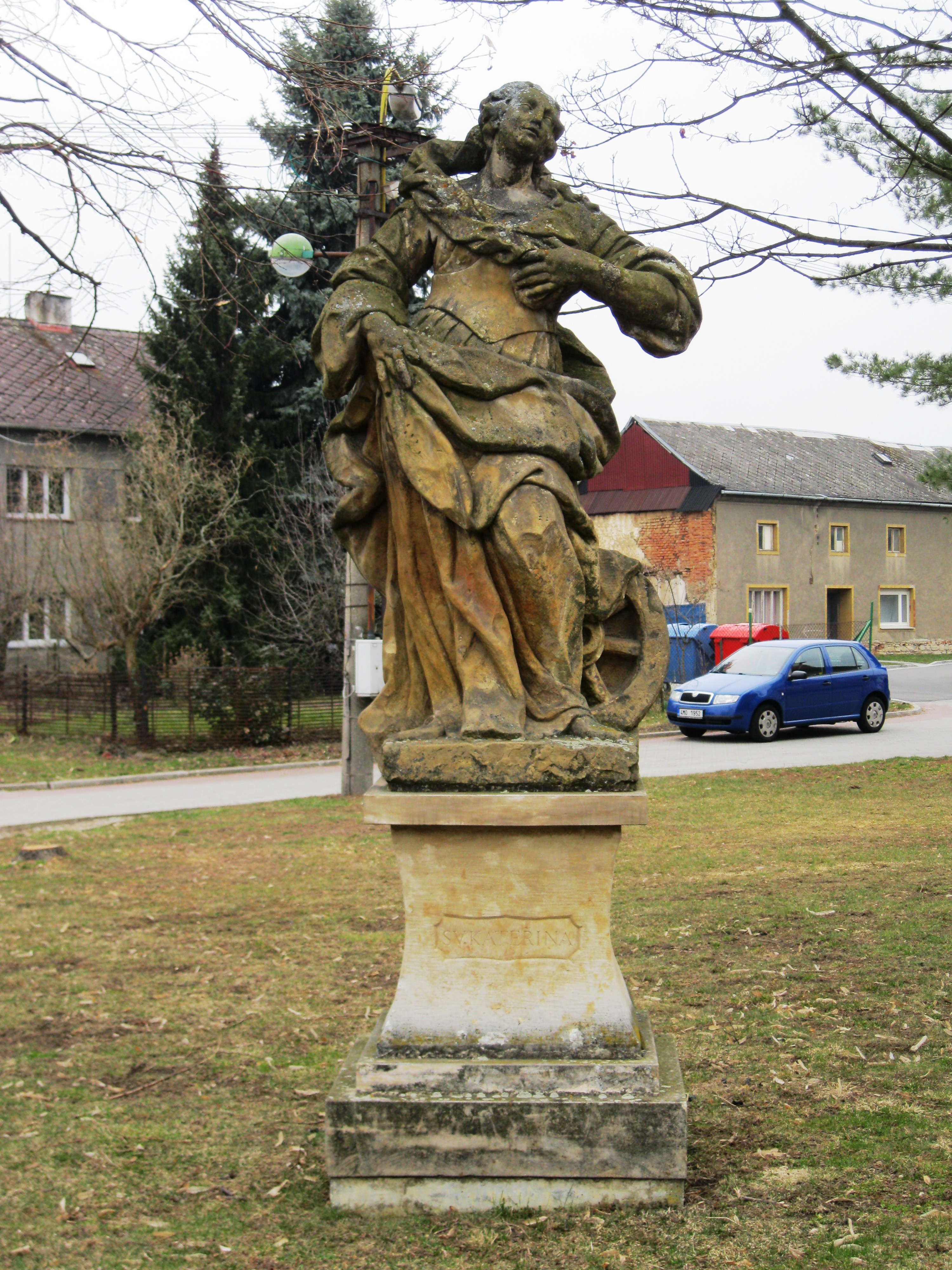
Socha sv. Kateřiny, Grygov